# Порноактёр
Порноактёр (или порноактриса, также порнозвезда) — участник (или участница) порнографических фильмов или фотографий, живых сексуальных показов или пип-шоу.
Некоторые [какие?] юрисдикции рассматривают коммерческую порнографию как форму проституции, хотя большинство актёров эротических и порнографических фильмов не считает это проституцией по различным причинам. Одна из причин заключается в том, что обычно исполнителям платят не их сексуальные партнёры, а студии. Тем не менее порноактрисы могут совмещать своё ремесло с занятиями проституцией и имеют проблемы с законом.
Многие порноактрисы начинали свою карьеру в стриптизе (Вероника Авлав, Брук Хэвен, Лиза Энн, Джули Найт, Зои Бриттон, Бриттани О’Коннелл, Аннетт Хэвен) или в качестве фотомодели (Анетта Киз, Никки Роудс, Джианна Майклз, Тейлор Уэйн).
Некоторые порноактрисы избирают себе табу в порнобизнесе. Одни снимаются только в лёгком порно: сцены мастурбации, лесбиянства или только с хорошо знакомым человеком (Ракель Дэрриан), но начисто отрицают «жёсткое порно»: сцены с элементами БДСМ, анального (Фэй Рейган), орального и группового секса (Карин Шуберт). Другие, напротив, специализируются только на жёстком порно (Дэни Дэниелс, Эллен Сэйнт, Кармелла Бинг, Мемфис Монро, Лаура Энджел, Джейн Дарлинг, Никита Дениз, Моника Матос).
Наиболее распространённой опасностью для порноактёров является риск заразиться венерическими заболеваниями (Кира Кенер, Надя Стайлз), и ретровирусами, в том числе ВИЧ (Карен Диор, Тришия Деверо, Джон Стальяно).

## Описание
Порнофильмы, как правило, относятся к определённому поджанру и стремятся представить эротическую фантазию, и актёры, выбранные для конкретной роли, в первую очередь подбираются по их способности выполнять эту фантазию или соответствовать ей. Порнографические видеоролики характеризуются либо как «софткор», не содержащий изображений сексуального проникновения, либо как «экстремальный фетишизм» и «хардкор», которые могут содержать изображения проникновения или экстремального фетишизма, или и того, и другого. Жанры и сексуальная насыщенность видеороликов в основном определяются спросом. В зависимости от жанра фильма, решающее значение имеет внешность, возраст и физические особенности главных действующих лиц, а также их способность создавать сексуальный настрой видео. Большинство актёров специализируются на определённых жанрах, таких как бондаж, страпон, анальный секс, двойное проникновение, глотание спермы, девушки-подростки, межрасовое порно, MILF, гей-порно или лесбийский секс. Если жанр не предполагает противоположного, большинству актёров нужно сниматься обнажёнными.
В порнофильмах, ориентированных на гетеросексуальную мужскую аудиторию, основной фокус внимания уделяется женщинам в них, которые в основном подбираются по их внешности или физической привлекательности и по их готовности и способности исполнять нужные сексуальные действия.
Порноиндустрия в США первой развила систему кинозвёзд, в первую очередь по коммерческим причинам. В других странах «звёздная» система не распространена, и большинство актёров являются любителями. Большинство исполнителей используют псевдонимы и стремятся сохранить анонимность вне экрана. Ряд актёров и актрис написали автобиографии. Успешный переход в мейнстримную, непорнографическую индустрию для порноактёров и порноактрис — большая редкость. Некоторые из них также танцуют в стриптиз-клубах или занимаются эскортом.
Особые заслуги и достижения порнографических исполнителей награждаются на церемониях, самыми известными из которых являются AVN Awards, XRCO Award, XBIZ Award и Venus Award (первые три проводятся в США, последняя — в Германии). AVN Awards — кинопремия, спонсируемая и проводимая американским отраслевым журналом о порноиндустрии AVN (Adult Video News). Эту награду часто называют «порнооскаром». AVN Awards включает в себя более 100 номинаций, некоторые из которых аналогичны отраслевым наградам, присуждаемым в других жанрах кино и видео, а другие специфичны для порнографических / эротических фильмов и видео. XRCO Award ежегодно присуждается X-Rated Critics Organization. Venus Award вручается каждый год в рамках фестиваля Venus Berlin.
Количество порноактёров, работающих в США, может быть обозначено числом людей, проверенных организацией Adult Industry Medical Health Care Foundation (AIM). Когда в 2011 году произошла утечка базы данных пациентов, она содержала информацию о более чем 12000 порноактёров, проверенных с 1998 года. В 2011 году сообщалось, что в калифорнийской «порнодолине» работало примерно 1200—1500 исполнителей.

## История
История порнофильмов началась с появлением фотографии. «Движущиеся картинки» с обнажённой натурой были популярны в «залах игровых автоматов» начала 1900-х годов, тогда использовались переворачиваемые вручную плёнки и очки с ротоскопом (стереоскоп в стиле Холмса). В этих дешёвых аттракционах фигурировали женщины топлесс, полностью обнажённые и даже половые акты.
Производство эротических фильмов началось практически сразу же после изобретения кинематографа. Первым таким фильмом стал 7-минутный фильм 1896 года «Мария отходит ко сну», снятый французским режиссёром Альбертом Киршнером (под псевдонимом Léar), в котором Луиз Вилли исполняла стриптиз в ванной комнате. Другие французские кинематографисты также начали снимать подобные фильмы, демонстрирующие раздевающихся женщин. Братья Пате удовлетворяли спрос по всей Европе. В Австрии Йохан Шварцер (Johann Schwarzer) с 1906 по 1911 год выпустил 52 эротических фильма с полностью обнаженными местными молодыми женщинами, чтобы обеспечить местную альтернативу французской продукции.
Исполнители в этих ранних постановках, как правило, не указывались в титрах или использовали псевдонимы, чтобы избежать юридических санкций и социального осуждения. Использование псевдонимов было нормой в отрасли; порноактёры использовали псевдонимы, чтобы остаться анонимными, а другие не указывались в титрах. Использование псевдонимов остаётся традицией в отрасли, и актёры могут выступать под несколькими именами в зависимости от жанра фильма, или меняют псевдоним, когда предыдущий перестаёт быть визитной карточкой. Пожалуй, первой порнозвездой, ставшей именем нарицательным, была Линда Лавлейс (псевдоним Линды Сьюзан Борман) из Нью-Йорка, сыгравшая главную роль в фильме 1972 года «Глубокая глотка». Кэйси Донован (Casey Donovan) снялся в самом первом популярном порнохите «Парни в песке» в 1971 году, почти за год до «Глубокой глотки». Успех «Глубокой глотки», который собрал миллионы долларов по всему миру, способствовал росту числа таких звёзд и производству подобных фильмов. Примерами могут служить Мэрилин Чэмберс («За зелёной дверью»), Глория Леонард («Открытие Мисти Бетховен»), Джорджина Спелвин («Дьявол в мисс Джонс») и Бэмби Вудс («Дебби покоряет Даллас»).
1970-е годы получили название «порношика», или «золотого века порнографии», времени, когда порнофильмы демонстрировались в публичных кинотеатрах и принимались (или, по крайней мере, допускались) для общественного потребления. Этот «золотой век» длился с начала 1970-х до конца 1970-х или начала 1980-х годов. Секс-фильмы этой эпохи имели определённые сюжетные линии, фабулу и рекламные бюджеты. Исполнители стали знаменитостями. Среди таких исполнителей: Питер Берлин, Джон Холмс, Джинджер Линн Аллен, Порше Линн, Дезри Кусто, Джульет Андерсон («тётя Пег»), Лиза Де Лиу, Вероника Харт, Нина Хартли, Гарри Римс, Сека, Аннет Хейвен и Эмбер Линн.
В Европе много актрис и актёров родом из России, Румынии, Чехии, Словакии и Венгрии. Во Франции были популярны такие исполнительницы, как Бриджит Ляэ, Клара Морган, Селин Тран (Кацуни) и Ясмин Лафит. В Италии в начале 1980-х годов получила известность шведка Марина Лотар, а также Моана Поцци, Илона Шталлер (Чиччолина) и Лилли Карати.
Многие представители «нового поколения» порнозвёзд (2010-е годы) выступают под настоящими именами (например, Роми Рэйн).
Американскую порноактрису Дженну Джеймсон называют «Королевой порно» и описывают как самого известного порнографического исполнителя в мире.

## Исполнители

### Женщины
Большинство порнофильмов нацелено на гетеросексуальную мужскую аудиторию, поэтому основной фокус внимания и большая часть экранного времени в них уделяется женщинам. Порнофильмы стремятся представить эротические фантазии, и актрисы подбираются, исходя из их способностей выполнять или соответствовать этой фантазии. Часто такой фантазией могут быть физические особенности и внешность актрисы, такие как фигура, размер груди, причёска и цвет волос, этническая и расовая принадлежность, а также её желание и мастерство в выполнении тех или иных сексуальных действий. Как правило, актрисе нужно демонстрировать положительное отношение к сексуальным действиям на экране, при этом все сексуальные действия представляются как приятные и радостные. Актрисы, как правило, представлены как всегда доступные и готовые участвовать в любых сексуальных действиях, которых желает их экранный партнёр как представитель зрителя.
Появление женщин на экране имеет большое значение. Обычно им 20—30 лет. В индустрии предпочтение отдается актрисам с большой грудью, и некоторые киностудии рекомендуют своим актрисам делать грудные имплантаты и предлагают оплатить процедуру.
По словам ставшего режиссёром актёра Джонатана Моргана: «Девушек можно поделить на A, B и C. A — это цыпочка с обложки. У неё есть сила. Поэтому она опоздает или не появится вообще. 99,9 % из них делают это». Менее востребованные актрисы чаще соглашаются на более экстремальные действия, такие как «двойной анал», чтобы получить работу. Со слов Моргана, «некоторые девушки изнашиваются за девять месяцев или год. 18-летняя милая девушка, подписав контракт с агентством, снимается в пяти фильмах за первую неделю. Пять режиссёров, пять актёров, пять раз по пять: ей звонят. Сотня фильмов за четыре месяца. Она уже не выглядит свежей. Её цена падает, и ей перестают звонить. Тогда уже: „Окей, ты будешь делать анал? Ты будешь делать гэнг-бэнг?“ Тогда они использованы. Им даже не звонят. Рыночные силы этой индустрии использовали их».
С другой стороны, некоторые исполнительницы недовольны своей работой, при этом отмечая, что «удовольствие исполнителя не имеет первостепенного значения» и что «секс в порно — не то же самое, что приватный секс» (Вайолет Блу). Кроме того, существует и противоположное мнение: производство порно не обязательно аморально или унизительно. По словам Линн Комеллы (Lynn Comella), профессора женских исследований в Невадском университете в Лас-Вегасе, преподнесение унизительных практик в качестве показателя всей порноиндустрии «сродни рассуждениям о Голливуде, имея в виду только спагетти-вестерны».

### Мужчины
Хотя основной фокус внимания гетеросексуальных секс-фильмов — женщины, в основном отобранные для выступлений на экране, определённое внимание уделяется и мужчинам-исполнителям, которые способны исполнять желания мужской аудитории как их представители на экране. Большинство мужчин в гетеросексуальном порно, как правило, отбираются меньше по внешности, чем по мастерству в сексе, а именно за способность делать три вещи: достигать эрекции, находясь на оживлённой и иногда оказывающей давление съёмочной площадке, поддерживать эту эрекцию во время выступления на камеру, а затем эякулировать по сигналу. В прошлом неспособность актёра поддерживать эрекцию или преждевременная эякуляция могла послужить той разницей, которая отделяет прибыльный фильм от убыточного. Если актёр терял эрекцию, съёмки были вынуждены остановиться. Эта проблема была решена с помощью Виагры, однако у препарата есть несколько минусов: из-за него лицо актёра может заметно покраснеть, вызвать головную боль, затруднить эякуляцию, и для наступления эффекта может потребоваться около 45 минут. По словам режиссёра Джона Стальяно, использование Виагры означает, что «Вы также теряете характер. Мужик занимается сексом без помощи извне».
Рон Джереми, Джон Холмс и Рокко Сиффреди считаются AVN лучшими исполнителями всех времён. Кроме своей популярности, Рон Джереми был основным персонажем в индустрии с 1970-х годов и стал чем-то вроде культурного символа. Кену Симидзу (Ken Shimizu) приписывают секс более чем с 8000 женщин в ходе создания 7500 фильмов.

## Проблемы со здоровьем
Поскольку создание порнофильмов включает несимулированный секс, обычно без презервативов (бейрбэккинг), порноактёры особенно уязвимы для венерических заболеваний. В документе, составленном Управлением общественного здравоохранения Лос-Анджелеса, официальные лица утверждали, что среди 825 исполнителей, обследованных в 2000—2001 годах, 7,7 % женщин и 5,5 % мужчин имели хламидиоз, а 2 % суммарно страдали гонореей. Эти показатели значительно выше, чем у пациентов, посещающих клиники планирования семьи, где показатели хламидиоза и гонореи составили 4,0 % и 0,7 % соответственно. В период с января 2003 года по март 2005 года было зарегистрировано около 976 исполнителей с 1153 положительными результатами теста на ЗППП. Из 1153 положительных результатов теста у 722 (62,6 %) была хламидия, у 355 (30,8 %) — гонорея, а у 126 (10,9 %) — сопутствующая инфекция с хламидиозом и гонореей. Меньше известно о распространенности и риске передачи других ЗППП, таких как сифилис, вирус простого герпеса, вирус папилломы человека, гепатит B или C, трихомониаз или заболевания, передаваемые фекально-оральным путём. Сбор данных подвергся критике со стороны информационных ресурсов порноиндустрии на том основании, что большинство из тех, кто дал положительный результат тестирования, никогда не снималось в порнофильмах и фактически было исключено из работы в них, пока не вылечило свои ЗППП. Неизлечимые ЗППП, такие как вирус простого герпеса, представляют собой сложный случай: по словам актрисы Хлои, «после того, как вы некоторое время пробыли в этом бизнесе, у вас есть герпес. У всех есть герпес».
Высокий уровень венерических заболеваний в порноиндустрии начал меняться в 1998 году, когда крупные производители порнофильмов начали осуществлять регулярную периодическую программу тестирования порноактёров. В 1980-х годах в порноиндустрии произошла вспышка ВИЧ/СПИДа и ряд смертей актёров, что привело к созданию Фонда медицинского здравоохранения индустрии для взрослых (Adult Industry Medical Health Care Foundation, AIM), который помог создать добровольный стандарт в порноиндустрии США, где порноактёры тестируются на ВИЧ, хламидиоз и гонорею каждые 30 дней, а на гепатит, сифилис и вирус простого герпеса — два раза в год. AIM утверждает, что эта программа снизила уровень венерических заболеваний среди порноактёров до 20 % от общей численности населения. Эти утверждения подверглись критике со стороны различных органов здравоохранения.

## Доходы
Большинство мужчин-исполнителей в гетеросексуальном порно получает меньше, чем их коллеги-женщины. В гомосексуальном порно мужчины зарабатывают гораздо больше, чем в гетеросексуальном. Мужчины, которые идентифицируют себя как гетеросексуалов, но снимаются в гей-порнографии, в англоязычных странах называются gay-for-pay («гей за плату»). Это означает, что они играют в гей-фильмах только за деньги.

### По сценам
Гонорар исполнителей зависит от исполненных половых актов; однако, за одну сцену актрисы обычно получают от 100 до 6000 долларов, тогда как актёры — от 100 до 400. В 2017 году Independent сообщила, что женщины-исполнители в сценах с мужчинами обычно зарабатывают около 1000 долларов, по сравнению с 700—800 долларов в сценах с другими женщинами. Издание также утверждает, что ставки оплаты могут варьироваться вверх или вниз в зависимости от различных факторов. Daily Beast утверждала в 2019 году, что актрисы могут зарабатывать от 300 до 2500 долларов за сцену, в зависимости от уровня их опыта и выполняемых действий. Самые высокооплачиваемые исполнительницы могут зарабатывать около 1200 долларов за сцену. В 2009 году газета Los Angeles Times сообщила, что ставки оплаты актрисы, снимающейся в гетеросексуальных сценах, составляли от 700 до 1000 долларов. По данным порносайта Videobox за 2008 год, актрисы снимаются за такие гонорары: оральный секс — 200—400 $; классический секс — 400—1200 $; анальный секс — 900—1500 $; двойное проникновение — 1200—1600 $; двойное анальное проникновение — 2000 $. За более необычные фетиши женщины, как правило, получают на 15 % больше. Рон Джереми отметил, что в 2008 году «среднестатистический парень получает от 300 до 400 долларов за сцену, или от 100 до 200 долларов, если он новичок». По словам продюсера Сеймора Баттса, который управляет агентством по подбору кадров для секс-фильмов и занимается производством подобных видео, в 2007 году «исполнительницы, снимающиеся как в гетеро-, так и лесбийском порно, зарабатывают больше, чем те, кто выступает только в гетеросексуальном, что обычно составляет около 200—800 долларов, а те, кто занимается только оральным сексом, обычно зарабатывают порядка 100—300 долларов за сцену». В интервью 2004 года, проведенном Local10 news of Florida, утверждалось, что людям предлагали 700 долларов за половой акт во время съёмок сцены популярного сериала Bang Bus. В 2001 году актриса Хлоя сказала о ставках оплаты: «В гонзо вам платят не за картину, а за сцену. Так, если это девушка-девушка — 700 долларов, плюс 100 долларов за анальную игрушку. Парень-девушка — 900 долларов. Анал — 1100 долларов. Соло — 500 долларов. Двойное проникновение — 1500 долларов».

### Заработок
Заработки актрис обычно составляют от 60 000 до 400 000 долларов, актёров — 40 000 долларов в год. В 2017 году Independent сообщила, что заработки «топовых» исполнителей составляли около 300 000—400 000 долларов в год. В 2011 году менеджер Капри Андерсон заявил: «Контрактная исполнительница будет сниматься только для одной компании, она не будет сниматься для кого-то ещё. Большинство актрис в индустрии для взрослых свободно — они будут сниматься для кого угодно. Большинство контрактных девушек зарабатывает 60 000 долларов в год. За год контрактная исполнительница в среднем снимается в четырёх фильмах, и на каждый фильм уходит около двух-трёх недель». Рон Джереми прокомментировал доходы исполнителей, заявив в 2008 году, что «женщина зарабатывает от 100 000 до 250 000 долларов на конец года» и в 2003 году, что «девушки могут легко зарабатывать 100—250 тысяч в год, плюс такие вещи на стороне, как стриптиз-шоу и выступления. Средний мужчина зарабатывает 40 000 долларов в год».

### Другие доходы
Помимо съёмок в фильмах, порнозвёзды часто зарабатывают на рекламе, выступлениях и имидже. Например, в 2010 году некоторые ночные клубы платили порноактрисам и «подружкам плейбоя», чтобы они выступили для широкой аудитории; Los Angeles Times сообщила, что Джесси Джейн платили от 5000 до 10 000 долларов за одно выступление в клубе Чикаго.
Некоторые исполнители также занимаются эскорт-услугами и проституцией. Другие совмещают съёмки в фильмах с прочими кинематографическими профессиями: режиссёр, сценарист и т. п. Накопив опыт в бизнесе и заработав стартовый капитал, успешные исполнители могут открыть свой бизнес; часто это собственная порностудия. Некоторые исполнители выпускают линию «секс-игрушек», самостоятельно или сотрудничают с известными производителями (Doc Johnson).

## Автобиографии
- Truth Behind the Fantasy of Porn: The Greatest Illusion on Earth, Shelley Lubben, 2010 (ISBN 978-1-4538-6007-6) (англ.)
- Sinner Takes All: A Memoir of Love and Porn, Tera Patrick, 2009 (ISBN 1-59240-522-3) (англ.)
- Candy Barr AKA Juanita Dale Slusher, Candy Barr, 2009 (ISBN 97809818220) (англ.)
- The Devil Made Me Do It, Georgina Spelvin, 2008 (ISBN 0-615-19907-0) (англ.)
- Per amore e per forza, Ilona Staller, 2007 (итал.)
- The Hardest (Working) Man in Showbiz, Ron Jeremy, 2006 (ISBN 0-06-084083-8) (англ.)
- Porno — Ein Star packt aus, Kelly Trump, 2005 (нем.)
- Secretos de una pornostar, Celia Blanco, 2005 (исп.)
- How to Make Love Like a Porn Star: A Cautionary Tale, Jenna Jameson, 2005 (англ.)
- J’assume, Nina Roberts, 2005 (ISBN 2-35012-020-1) (фр.)
- Sex Star, Clara Morgane, 2003 (фр.)
- Traci Lords: Underneath It All, Traci Lords, 2003 (англ.)
- Raw Talent, Jerry Butler, 1990 (ISBN 0-87975-625-X) (англ.)
- Hard, Raphaëla Anderson, 2001 (ISBN 2-253-15449-0) (фр.)
- Lights, Camera, SEX!, Christy Canyon, 2005 (ISBN 0-9727470-0-1) (англ.)
- Penetrating Insights, Peter North, 1994 (ISBN 1-885591-22-5) (англ.)
- The Secret Lives of Hyapatia Lee, Hyapatia Lee, 2000 (ISBN 1-58721-906-9) (англ.)
- My Story, Marilyn Chambers, 1975 (ISBN 0446798274)
- Inside Linda Lovelace (1974), The Intimate Diary of Linda Lovelace (1974), Ordeal (1980), Out of Bondage (1986) — Linda Lovelace
- Absolute Mayhem: Secret Confessions of a Porn Star, Monica Mayhem, 2010 (ISBN 1616080914)[42]
- Taboo: Sacred, Don’t Touch, Kay Parker, 2001, (ISBN 0971368406)
- Here Comes Harry Reems!, Harry Reems, 1975, (ISBN 0523004591)
- Io, Rocco, Rocco Siffredi, 2006, (ISBN 8804559950) (итал.)[20]
- Annie Sprinkle: Post-Porn Modernist, Annie Sprinkle, 1991[43]
- Anatomy of an Adult Film, Sunset Thomas, 2009, (ISBN 1935444204)[44]

## СМИ и пресса
Если не брать в расчёт самых известных звёзд и случайные упоминания, крупные СМИ обычно вообще не сообщают о порноактёрах. В результате появились специализированные издания (отраслевые журналы), служащие источником информации об индустрии, её деловых отношениях, тенденциях и прогнозах, а также о работниках. Два главных СМИ — журнал Adult Video News (AVN) и X-Rated Business Journal (XBIZ). Некоторым исполнителям также заблокировали публичные учётные записи на платформах социальных сетей.
В Internet Adult Film Database (IAFD) содержатся данные о фильмах для взрослых 1970-х годов, исполнителях из этих фильмов и связанных с ними режиссёрах.